# Mimomyia deguzmanae
Mimomyia deguzmanae är en tvåvingeart som först beskrevs av Mattingly 1957.  Mimomyia deguzmanae ingår i släktet Mimomyia och familjen stickmyggor.
Artens utbredningsområde är Filippinerna. Inga underarter finns listade i Catalogue of Life.